# Младен II Шубич
Младен II Шубич (хорв. Mladen II Šubić; *бл. 1270 — †бл. 1371) — бан Хорватії та Боснії у 1312—1322 роках.

## Життєпис
Походив з хорватського магнатського роду Шубичів. Старший син Павла Шубича, бана Хорватії, володаря Боснії. Замолоду Младен керував Брибірською жупанією. У 1304 році боснійські богоміли вбили бана Младена I (стрийка Младена Шубича). 1305 Павло Шубич вдерся до Боснії, щоб придушити опір, і оголосив себе паном усієї Боснії, а Младена призначив баном, проте номінально. Крім того, Младена II призначено намісником Гума і Задара.
У 1312 році після смерті батька Младен успадкував посади бана Хорватії та Боснії. Він став титулуватися Бан Хорватії і Боснії і верховний володар Гумської землі. Проте йому довелося боротися зі шляхтою, що бажала вийти з-під влади Шубичів.
У 1319 році повстали міста Шибеник і Трогір. Повстанців підтримали венеційці, хорватські роди Неліпачів, Степаничів, Куряковичів, Михайловичів і угорський король Карл Роберт Анжу, який прагнув відновити владу над Хорватією. 1320 року Младен II був змушений призначити Стефана II Котроманича баном Боснії, залишивши його своїм васалом.
Навесні 1322 року Младен II організував з'їзд хорватських магнатів, сподіваючись заручитися їхньою підтримкою для боротьби із зовнішніми ворогами, але не домігся успіху. Більш того, в табір опозиції перейшов рідний брат Младена — Павло II Шубич, князь Трогіра і Спліта.
У серпні або вересні 1322 року Младен II зазнав поразки у битві при Блисці (між Трогіром і Клісом), потрапивши в полон. У жовтні того ж року магнати видали його королю Карлу Роберту. Младена II Шубича відвезли до Угорщини, де він помер у в'язниці між 1341 і 1343 роками. Новим баном став Іван Бабонич, бан Славонії.

## Родина
Дружина — ім'я невідоме.
Діти:
- Елізабета (д/н-1350/1356), дружина Дуяма II, князя Крка
- Катерина (д/н-1326), дружина князя Болеслава III Вратиславича